# Bernard Ginoux

Bischofswappen von Bernard Ginoux

Bernard Joseph Germain Marie Ginoux (* 14. Oktober 1947 in Avignon) ist ein französischer Geistlicher und emeritierter römisch-katholischer Bischof von Montauban.

## Leben
Bernard Ginoux studierte am Collège Saint-Joseph in Avignon und an der Fakultät in Aix-en-Provence. 1969 erwarb er einen Abschluss in Klassischer Philologie und 1974 einen Abschluss in Moderner Philologie. Von 1970 bis 1980 unterrichtete er am Lycée Saint-Joseph in Carpentras. Danach trat er in das interdiözesane Seminar in Avignon (1980–1982) und anschließend in das französische Seminar in Rom (1982–1986) ein. Er erwarb 1986 ein kanonisches Lizentiat in Moraltheologie an der Universität Gregoriana in Rom. Ginoux empfing am 21. Dezember 1986 die Priesterweihe für das Erzbistum Avignon.
Er war Vikar in der Pfarrei von Orange und Seelsorger für die Schulwelt und die Jugendpastoral (1986–1990), sowie Diözesanseelsorger für das öffentliche Schulwesen (1990–1993) und Diözesan-Krankenhausseelsorger – Diözesan-Delegierter für Gesundheitspastoral (1993–2001). 2001 wurde er Pfarrer des interpfarrlichen Sektors von Orange. Von 2002 bis 2006 war er Mitglied des Bischofsrats sowie Dekan in Orange. 2006 wurde er als Priester in der Familienpastoral.
Papst Benedikt XVI. ernannte ihn am 11. Mai 2007 zum Bischof von Montauban. Der Erzbischof von Toulouse, Robert Jean Louis Le Gall OSB, spendete ihm am 2. September desselben Jahres in der Kathedrale von Montauban die Bischofsweihe; Mitkonsekratoren waren Bernard Housset, Bischof von La Rochelle, und Robert Pierre Sarrabère, Altbischof von Aire und Dax. Als Wahlspruch wählte er Servite Domino in laetitia.
Am 1. Oktober 2022 nahm Papst Franziskus wenige Tage vor Erreichen der Altersgrenze für Bischöfe sein Rücktrittsgesuch an.